# Aenictus pharoa
Aenictus pharoa är en myrart som beskrevs av Santschi 1924. Aenictus pharoa ingår i släktet Aenictus och familjen myror. Inga underarter finns listade i Catalogue of Life.